# Ordre basilien de saint Josaphat
Cet article concerne la congrégation gréco-catholique ruthène. Pour les autres congrégations, y compris orthodoxes, voir Basiliens.
L’ordre basilien de saint Josaphat, aussi appelé ordre de saint Basile le Grand (O.S.B.M., en latin : Ordo Sancti Basilii Magni, en ukrainien : Чин Святого Василія Великого, Chyn Sviatoho Vasyliia Velykoho), est un institut religieux monastique gréco-catholique de droit pontifical. Ses moines sont en majorité issus de l'Église grecque-catholique ukrainienne mais aussi d'autres communautés gréco-catholiques d'Europe centrale ou de l'Est ; la maison-mère de l'ordre est à Rome.

## Histoire

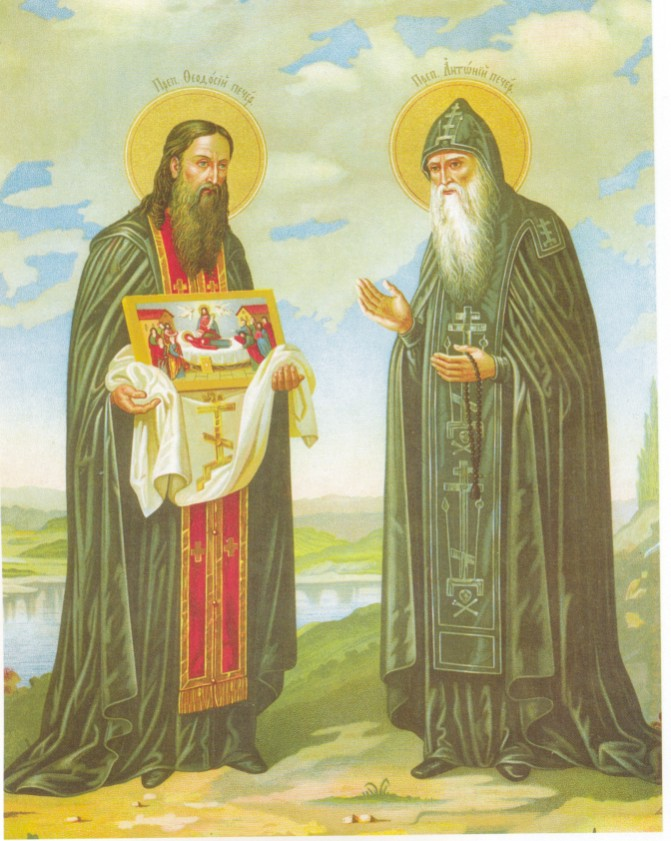
St Antoine et Théodose de Kiev.

L'ordre se base sur les écrits ascétiques de saint Basile le Grand (329-379). Ils suivent la règle de saint Basile qui lui est attribuée, mais qui a ensuite été développée par saint Théodore le Studite (760-826), saint Théodosius de Kiev (†1074), saint Josaphat Kountsevitch (1580-1623) et le Métropolite de Kiev Joseph Routsky (en) (1574-1637).

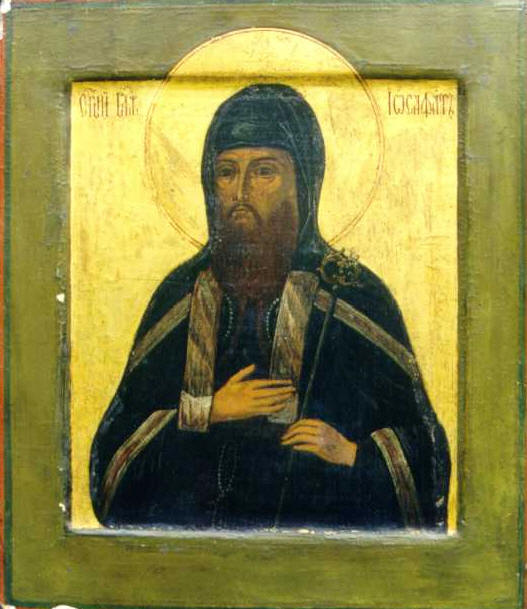
Saint Josaphat Kountsevitch.

### Circonstances de la fondation
La vie monastique avait commencé à se développer en Russie kiévienne aux temps de Saint Vladimir le grand (980-1015), les moines s'installant dans des grottes près de Kiev, sous la direction de saint Antoine de Kiev et de saint Théodosius. Une branche féminine (Basiliennes) est fondée à la fin du Xe siècle. Après l'écroulement de la Rus' de Kiev devant l'invasion mongole du XIIIe siècle, les moines se réfugièrent dans les parties occidentales de la principauté de Galicie-Volhynie et du grand-duché de Lituanie, ce qui fut aussi l'occasion de diffuser le monachisme oriental dans ces régions. À la fin du XVIe siècle, l'Église gréco-catholique des alentours de Kiev ré-affirme sa communion avec l'Église catholique romaine par l'union de Brest en 1596 ; s'y rattachent aussi des gréco-catholiques de langue ruthène. Les monastères qui suivaient la règle de saint Basile et de saint Théodore le Studite étaient alors dans une période de laxisme, et furent l'objet d'une réforme à l'initiative de saint Josaphat Kountsevitch et de Joseph Routsky, à partir du monastère de la Sainte-Trinité de Vilnius. Les monastères qui suivirent cette réforme s'unirent en 1617 en une congrégation dirigée par un proto-archimandrite, directement contrôlé par le Métropolite. La congrégation romaine de Propaganda Fide approuve leurs constitutions par décret du 4 octobre 1624, confirmé par le bref Exponi nobis (20 août 1631) d'Urbain VIII. En 1739 une seconde congrégation se forme avec les monastères de Galicie et en 1744 ces deux congrégations se réunissent dans l’ordre ruthène de saint Basile avec la bénédiction du pape Benoît XIV.

### Développement
L'ordre s'est développé jusqu'à l'époque moderne en Belarus et en Ukraine, jouant un rôle important dans l'éducation (publique et religieuse). Son prestige était assez grand : les évêques ruthènes devaient être choisis dans ses rangs. Il a aussi contribué à préserver la culture ruthène au milieu de l'aire culturelle à prédominance polonaise et latine que constituait la république des Deux Nations jusqu'aux partages de la Pologne qui ont eu lieu à la fin du XVIIIe siècle. En 1772 l'ordre rassemblait plus de 200 monastères et plus de 1 000 moines, six séminaires, vingt écoles ou collèges et quatre imprimeries ; il était divisé en deux provinces, en Lituanie (Très Sainte Trinité) et en Ukraine (Protection de la Sainte Vierge), chacune dirigée par un proto-higoumène dépendant du proto-archimandrite. Ce dernier était élu au chapitre général, qui se tenait tous les huit ans dans l'Église Saint Serge et saint Bacchus des Ukrainiens à Rome.
À la fin du XVIIIe siècle, la plupart des régions ruthènes étaient sous contrôle de l'Empire russe, qui pratiquait à l'égard des moines et des gréco-catholiques ruthènes une politique de persécution, leur confisquant leurs monastères où les moines fidèles au primat romain étaient emprisonnés, et confiant finalement les propriétés de l'ordre à l'Église orthodoxe russe.
Une petite partie de l'actuelle Ukraine était sous le contrôle de l'empire d'Autriche, où la situation moins sévère ; l'ordre subit cependant comme tous les ordres religieux la pression de la police de l'empereur Joseph II : des 44 monastères de cette région, seuls 14 subsistèrent.
Dans la deuxième moitié du XIXe siècle, il y eut des tentatives de renouvellement de l'ordre : en 1882 il ne comptait plus que 60 moines répartis en 14 monastères. Avec la permission de Léon XIII (lettre apostolique Singulare Praesidium du 12 mai 1882) les constitutions de l'ordre furent mises à jour à l'aide des Jésuites en commençant par le monastère de Dobromyl : on atténue le caractère sédentaire et on augmente la dimension missionnaire, en particulier pour suivre la diaspora ukrainienne d'outre-mer. Ces constitutions sont approuvées par la congrégation pro negotiis Ritus Orientalis le 1er juin 1886 puis par le pape saint Pie X en février 1909.
Dans le même temps, le métropolite de Lviv, Andréï Cheptickyj engage une réforme de la branche féminine, et fonde avec Josaphata Micheline Hordashevska les servantes de Marie Immaculée.
Pendant la Première Guerre mondiale, cependant, le Tsar fit déporter un certain nombre de moines en Sibérie. Avec le mouvement de la diaspora ukrainienne, les Basiliens vont se rendre au Brésil (1897), au Canada (1902), aux USA (1907) et en Argentine (1934). On établit même de nouvelles provinces, en Transcarpathie, Hongrie, Yougoslavie et Roumanie.
En 1939 le nombre des moines dépassait 650. En 1944, l'ordre acquiert le John E. Aldred Estate (en) à Lattingtown (dans l'État de New York) pour en faire St. Josaphat's Monastery.

### Persécution soviétique
Après la seconde Guerre mondiale, les Soviétiques envahirent l'Europe de l'Est et réduisirent l’Église grecque-catholique ukrainienne à la clandestinité. Plus de 350 moines furent déportés en Sibérie. Un seul monastère basilien fut autorisé sur l'ensemble des territoires sous la botte soviétique, celui de Varsovie. C'est grâce à la diaspora ukrainienne dans le « monde libre » que l'ordre survécut. En Yougoslavie communiste, relativement moins dure, et en Ukraine, les moines parvinrent à continuer de prier et de catéchiser, mais en secret.
Le pape Pie XII ayant demandé une réforme de la législation monastique par le motu proprio Postquam Apostolicis du 9 février 1952, les constitutions sont de nouveau réécrites et approuvées par le bref Divus Basilius Magnus du 14 juin 1954.

### Rétablissement
Après l'écroulement de l'Union soviétique, l'ordre se rétablit dans l'Ukraine indépendante et dans d'autres pays d'Europe centrale et d'Europe de l'Est, en Hongrie, en Roumanie et en Slovaquie. Avec la restauration d'anciens monastères et la fondation de nouveaux, on arrive à 30 monastères et 37 résidences. En 2001 on comptait plus de 600 moines, don 300 en Ukraine, avec une cinquantaine de novices et de postulants.
Les moines assurent des missions :
- pastorales : en Ukraine 62 paroisses et plus de 250 églises, ainsi que 9 missions en Ukraine orientale ;
- d'édition : une maison d'édition à Lviv, une imprimerie à Zhovkva, et une maison d'édition à Rome ;
- d'éducation : chaque province a sa maison de formation pour les jeunes moines, une maison d'études philosophiques et un petit séminaire ; les Basiliens sont recteurs du Collège pontifical Saint Josaphat à Rome ;
- de radio : au service de Radio Vatican.

## Liste des proto-archimandrites
- Joseph Benjamin Routsky (1617 – 5 février 1637)

- Anastasius Kalych (1920 – 1931)
- Denys Tkatchouk (1931 – 26 janvier 1944)
  - Denys Holovetsky (1944 – 1946) (vicaire général)
  - Hlib Kinakh (1946 – 1949) (vicaire général)
- Théodosius Halouchtchynsky (1949 – 1953)
- Paul Peter Myskiv (1953 – 1963)
- Athanasius G. Velykyj (1963 – 1976)
- Isidore Patrylo (1976 – 1996)
- Denys Lachovicz (de) (1996 – 16 juillet 2004)
- Basile Koubitch (2004 – 2012)
- Guenesi Viomar (depuis 2012)

## Basiliens célèbres
- Saint Josaphat Kountsevitch (1584-1623) - évêque et martyr
- Bienheureux Josaphat Kocylovskyj (1876-1947) - évêque et martyr[5]
- Bienheureux Pavol Peter Gojdič (1888-1960) - évêque et martyr[6]
- Bienheureux Severian Baranyk (en) (1889-1941) - prêtre et martyr[5]
- Bienheureux Yakym Senkivskyi (en) (1896-1941) - prêtre et martyr [5]
- Bienheureux Vitali Baïrak (pl) (1907-1946) - prêtre et martyr[5]
- Serviteur de Dieu Andrey Sheptytsky (1865-1944) - confesseur de la foi
- Bienheureuse Josaphata Micheline Hordashevska (1869-1919) - fondatrice, enseignante et missionnaire[7]

## Sources
- Annuario pontificio per l'anno 2010, Cité du Vatican, Libreria editrice vaticana, 2010 (ISBN 978-88-209-8355-0)

## Sources de la traduction
- (en)/(it) Cet article est partiellement ou en totalité issu des articles intitulés en anglais « Order of Saint Basil the Great » (voir la liste des auteurs) et en italien « Ordine basiliano di San Giosafat » (voir la liste des auteurs).